# Landtagswahl in Hessen 2018
- Linke: 9
- SPD: 29
- Grüne: 29
- FDP: 11
- CDU: 40
- AfD: 19

- Regierung: 69
- Opposition: 68

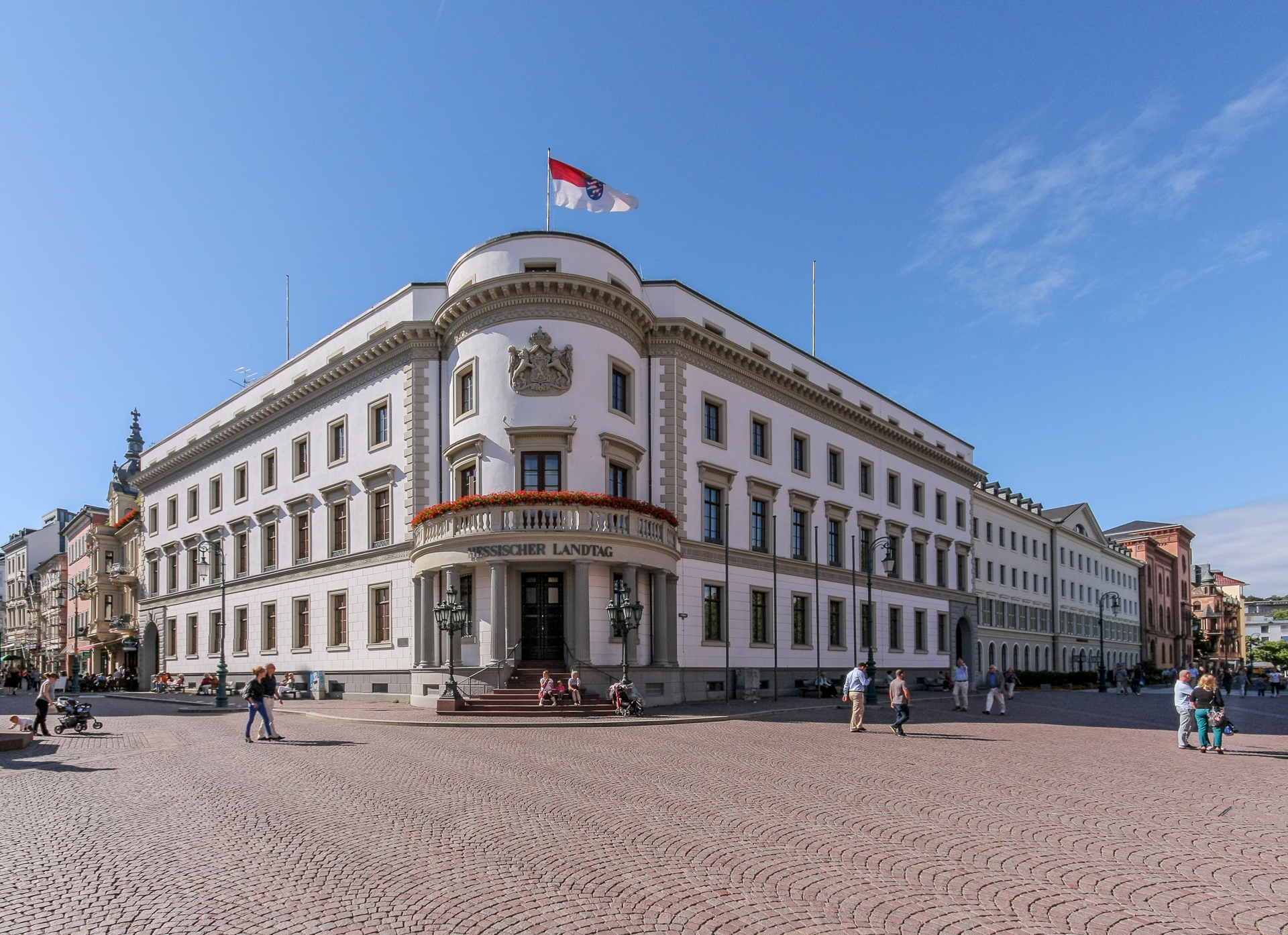
Hessischer Landtag (Stadtschloss Wiesbaden)

Die Wahl zum 20. Hessischen Landtag fand am 28. Oktober 2018 statt. Gleichzeitig wurden 15 Volksabstimmungen über vom Landtag beschlossene Verfassungsänderungen durchgeführt.
Die Wahlbeteiligung betrug 67,3 % und lag damit 5,9 Prozentpunkte niedriger als bei der Wahl 2013, die allerdings gleichzeitig mit der Bundestagswahl stattgefunden hatte.
Stärkste Partei wurde die CDU, die jedoch zweistellige Verluste hinnehmen musste; sie erzielte ihr schlechtestes Ergebnis seit 1966. Die nur noch drittplatzierte SPD musste sogar ihr schlechtestes Ergebnis in Hessen überhaupt hinnehmen. Die Grünen erreichten ihr historisch bestes Resultat und lagen knapp vor den Sozialdemokraten, auch gewannen sie erstmals Direktmandate. Für die AfD bedeutete der Einzug in den Hessischen Landtag, dass sie nun in allen 16 Landesparlamenten vertreten war. FDP und Linke wurden fünft- beziehungsweise sechststärkste Kraft.
Die bisherige schwarz-grüne Landesregierung erhielt somit die Möglichkeit, mit einem Sitz Mehrheit im Parlament weiter zu regieren. Eine Jamaika-Koalition wurde von der FDP abgelehnt, weil sie für die potenziellen Koalitionspartner nicht notwendig war, um die absolute Mehrheit im Parlament zu bilden. Zudem hatte die FDP eine rechnerisch mögliche Ampelkoalition mit Tarek Al-Wazir als Ministerpräsident ausgeschlossen, während CDU und SPD wiederum nach einem Sondierungsgespräch kein Interesse an einer schwarz-roten Koalition mit Ein-Stimmen-Mehrheit zeigten. CDU und Grüne einigten sich am 19. Dezember 2018 einen Monat nach dem Beginn ihrer Koalitionsverhandlungen auf einen neuen Koalitionsvertrag. Am 18. Januar 2019 wurde Volker Bouffier mit der schwarz-grünen Ein-Stimmen-Mehrheit wiedergewählt und die neuen Minister im Kabinett Bouffier III ernannt.

## Ausgangslage
- Linke: 6
- SPD: 37
- Grüne: 14
- FDP: 6
- CDU: 47

Nach der vorigen Landtagswahl vom 22. September 2013 bildete sich am 18. Januar 2014 unter Ministerpräsident Volker Bouffier (CDU) und seinem Stellvertreter Tarek Al-Wazir (Grüne) das schwarz-grüne Kabinett Bouffier II. Aus der Wahl war die CDU mit 38,3 % als stärkste Kraft hervorgegangen, gefolgt von der SPD mit 30,7 % und den Grünen mit 11,1 %. Die Linke mit 5,2 % und die FDP mit 5,03 % überwanden die 5-Prozent-Hürde, an der die erstmals bei einer Landtagswahl angetretene AfD mit 4,1 % scheiterte. Die Wahlbeteiligung lag bei 73,2 %.

### Wahlberechtigte in Zahlen
Aufgerufen, am 28. Oktober 2018 zur Wahl ihrer 110 Landtagsabgeordneten und an Volksabstimmungen über Änderungen der Verfassung des Landes Hessen teilzunehmen, waren knapp 4,4 Mio. Stimmberechtigte über 18 Jahre. Davon waren 9 Prozent der Wahlberechtigten 18 bis 24 Jahre alt, 27 Prozent zwischen 25 und 44 Jahren alt und 29 Prozent zwischen 45 und 59 Jahren alt. Die größte Altersgruppe mit 35 Prozent waren die über 60-Jährigen.

### Neue Grenzziehung von Wahlkreisen
Zur Landtagswahl 2018 wurde von der schwarz-grünen Regierung das Hessische Landtagswahlgesetz geändert. Da die Bevölkerungszahl eines Hessischen Wahlkreises der durchschnittlichen Bevölkerungszahl der Wahlkreise so weit wie möglich entsprechen soll – wobei eine Abweichung von nicht mehr als 25 Prozent zulässig ist – sind von den 55 Wahlkreisen 18 neu eingegrenzt worden. Grund dafür ist der enorme Zuzug im Rhein-Main-Gebiet und der Wegzug in ländlichen Gebieten Nord- und Osthessens. Ein durchschnittlicher Wahlkreis verfügte über rund 80.000 Stimmberechtigte.

## Spitzenkandidaten der im Landtag vertretenen Parteien

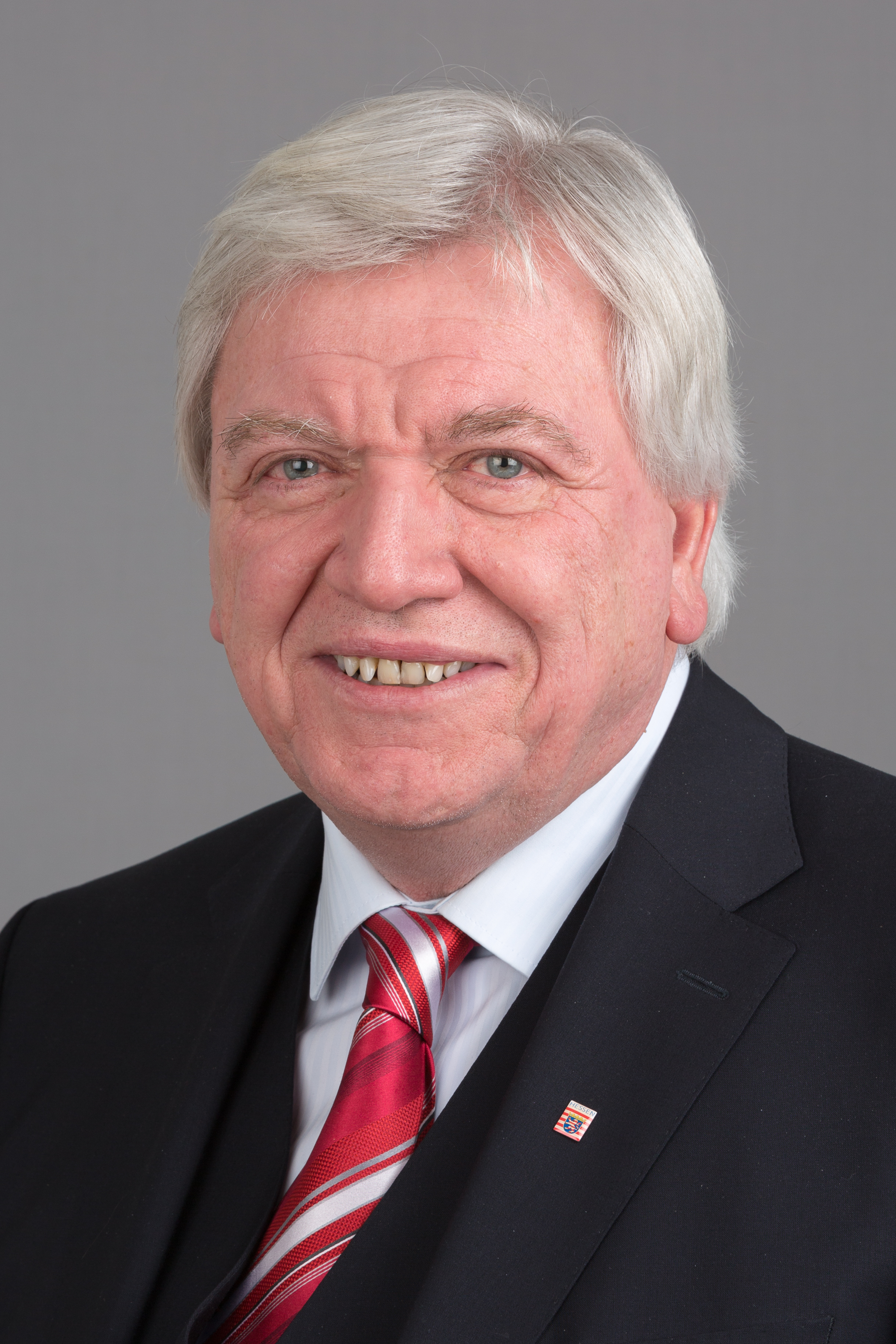
Volker Bouffier (CDU)
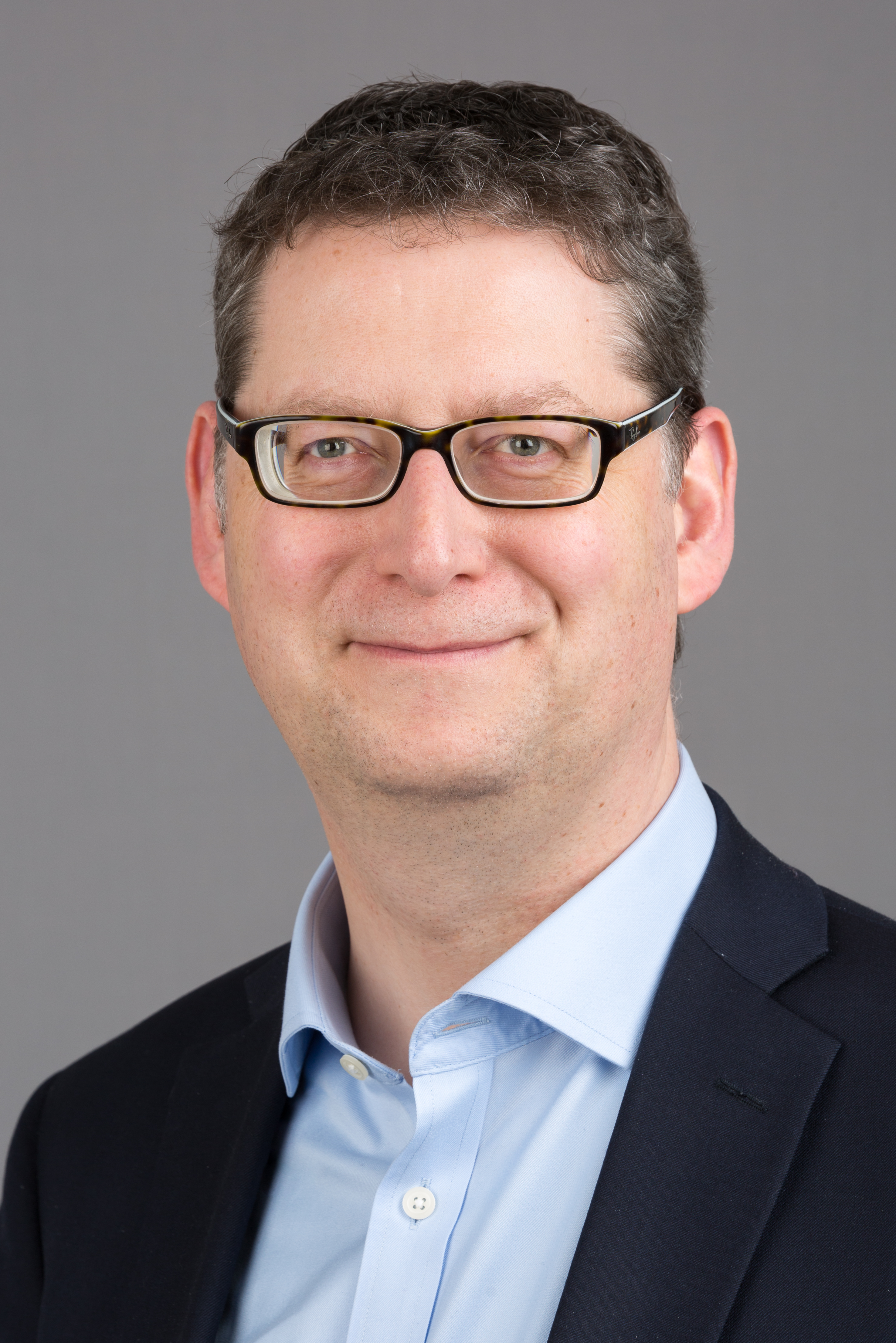
Thorsten Schäfer-Gümbel (SPD)
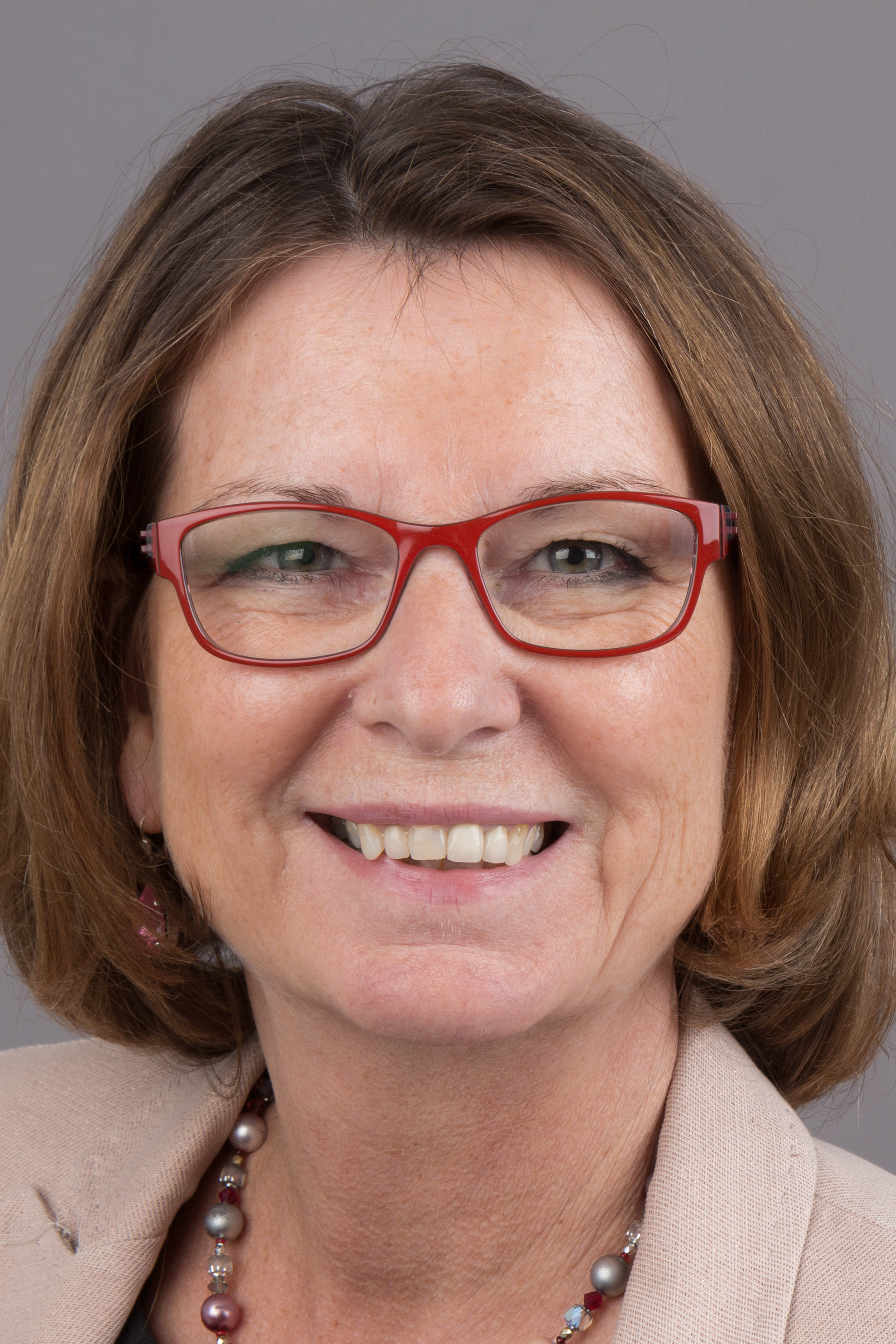
Priska Hinz (Grüne)
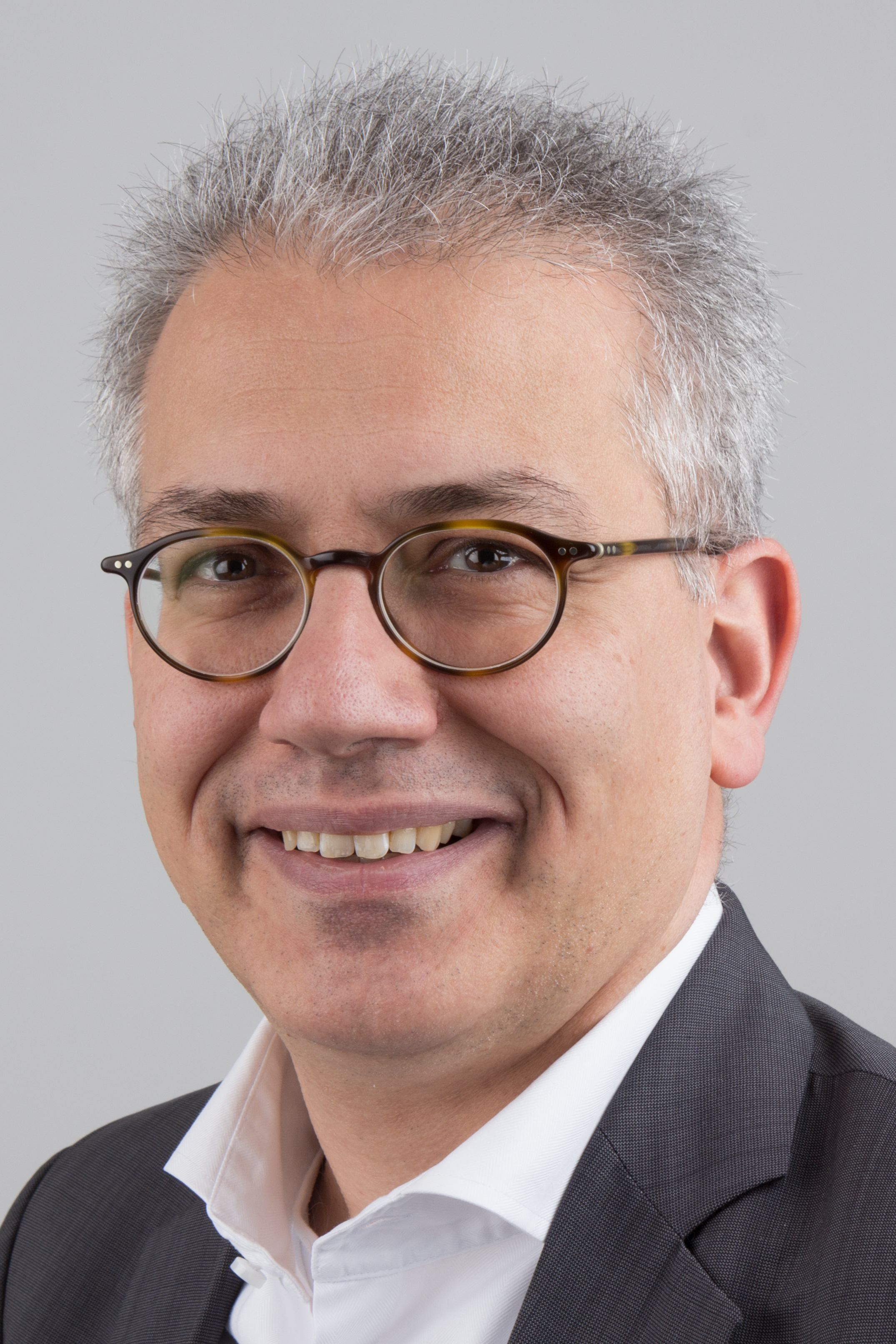
Tarek Al-Wazir (Grüne, Listenplatz 2 (A))
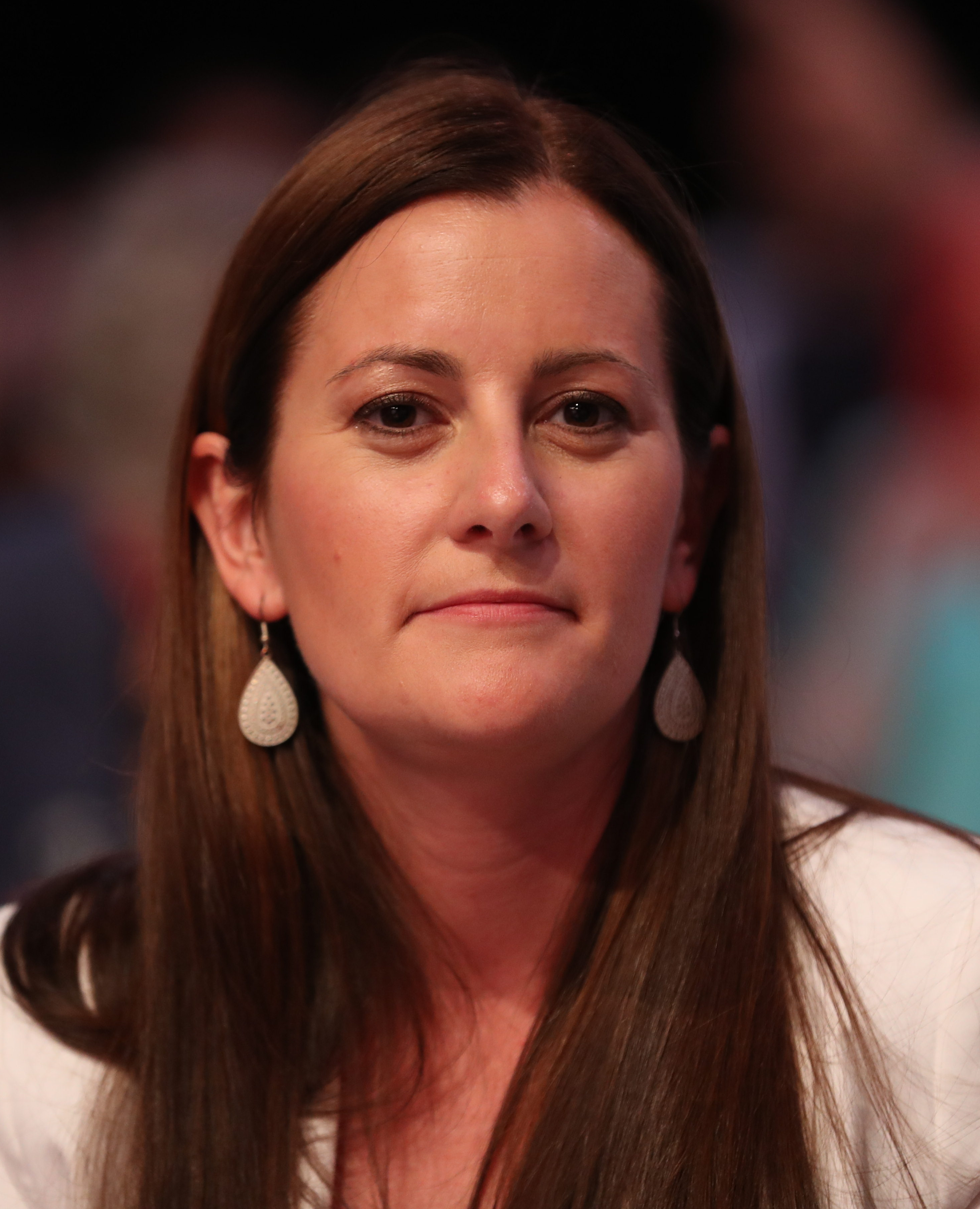
Janine Wissler (Die Linke)
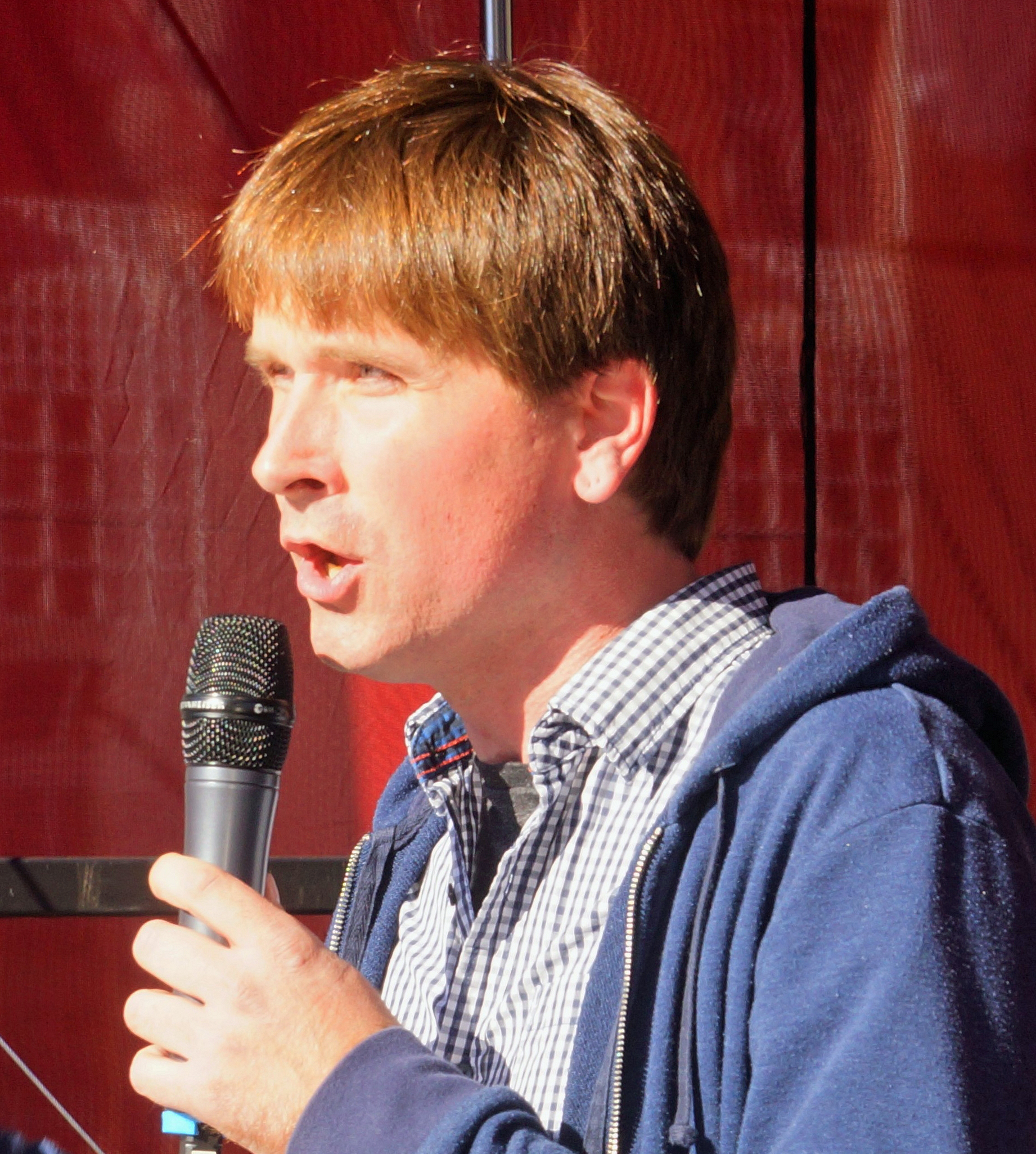
Jan Schalauske (Die Linke, Listenplatz 2 (A))
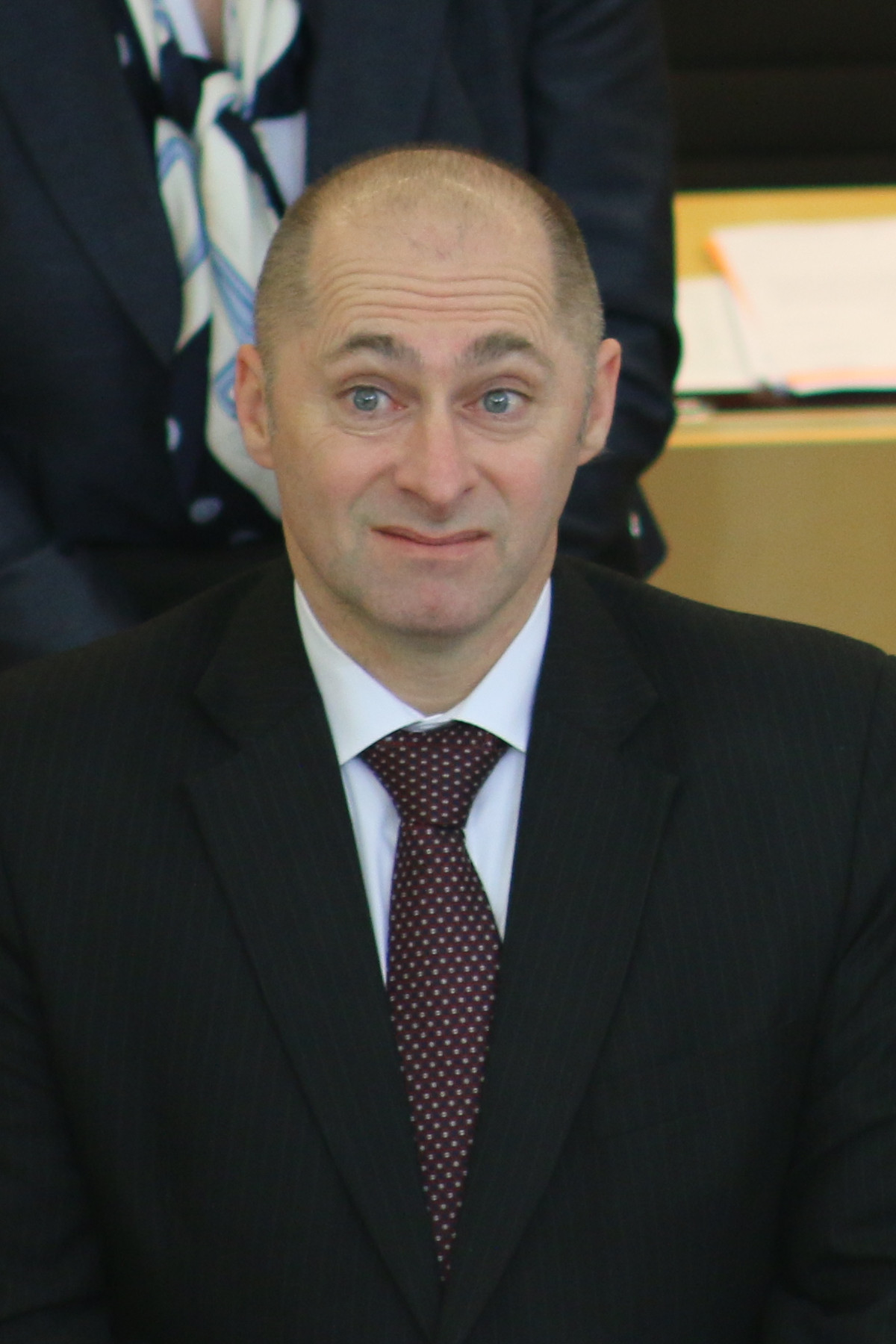
René Rock (FDP)

## Parteien und Landeslisten

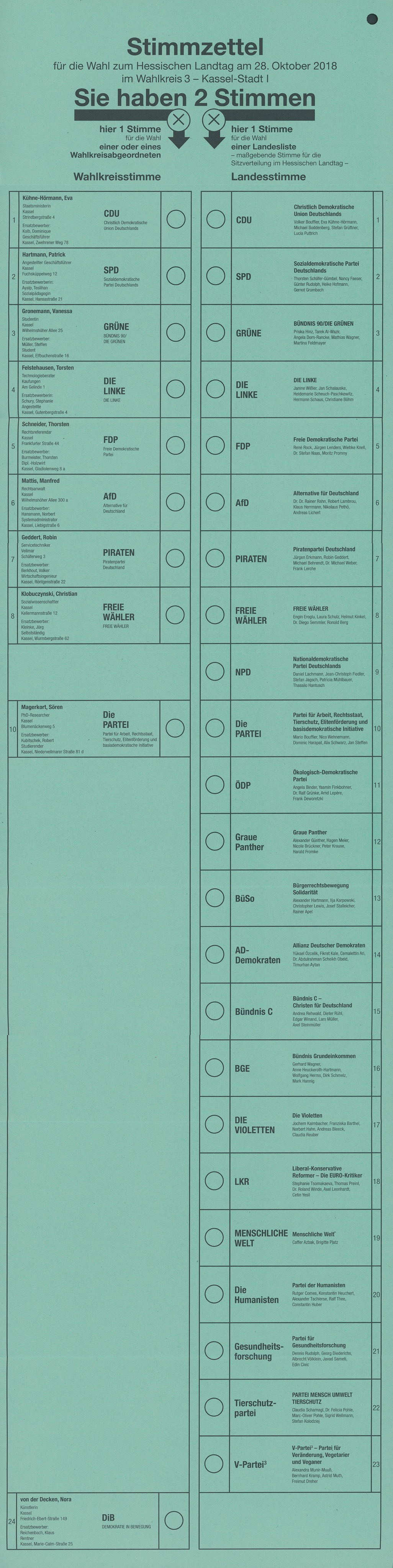
Stimmzettel für die Wahl zum Hessischen Landtag am 28. Oktober 2018 am Beispiel vom Wahlkreis 3 Kassel-Stadt I

Wahlvorschläge waren bis zum 20. August 2018 einzureichen. Parteien und Wählergruppen, die nicht seit der letzten Landtagswahl ununterbrochen im Landtag vertreten waren, benötigten für ihre Landesliste 1000 und für ihre Kreiswahlvorschläge jeweils 50 Unterstützungsunterschriften. Am 31. August 2018 entschied der Landeswahlausschuss über die Zulassung der Landeslisten und in den Wahlkreisen die Kreiswahlausschüsse über die Zulassung der Direktkandidaten.
Zugelassen wurden 23 Parteien und Wählervereinigungen mit insgesamt 691 Listenkandidaten und in den 55 Wahlkreisen 413 Direktkandidaten.
| Partei                                                                                        | Kurzbezeichnung      | Bewerber auf Platz 1 der Landesliste | Wahl- kreisbe- werber | Anzahl der Bewerber auf der Landesliste |
| --------------------------------------------------------------------------------------------- | -------------------- | ------------------------------------ | --------------------- | --------------------------------------- |
| Christlich Demokratische Union Deutschlands                                                   | CDU                  | Volker Bouffier                      | 55                    | 110                                     |
| Sozialdemokratische Partei Deutschlands                                                       | SPD                  | Thorsten Schäfer-Gümbel              | 55                    | 152                                     |
| Bündnis 90/Die Grünen                                                                         | GRÜNE                | Priska Hinz (1)                      | 55                    | 60                                      |
| Die Linke                                                                                     | DIE LINKE            | Janine Wissler (2)                   | 55                    | 30                                      |
| Freie Demokratische Partei                                                                    | FDP                  | René Rock                            | 55                    | 56                                      |
| Alternative für Deutschland                                                                   | AfD                  | Rainer Rahn                          | 55                    | 30                                      |
| Piratenpartei Deutschland                                                                     | PIRATEN              | Jürgen Erkmann                       | 8                     | 29                                      |
| Freie Wähler                                                                                  | FREIE WÄHLER         | Engin Eroglu                         | 41                    | 61                                      |
| Nationaldemokratische Partei Deutschlands                                                     | NPD                  | Daniel Lachmann                      | –                     | 12                                      |
| Partei für Arbeit, Rechtsstaat, Tierschutz, Elitenförderung und basisdemokratische Initiative | Die PARTEI           | Mario Bouffier                       | 18                    | 63                                      |
| Ökologisch-Demokratische Partei                                                               | ÖDP                  | Angela Binder                        | 6                     | 9                                       |
| Graue Panther                                                                                 | Graue Panther        | Alexander Günther                    | –                     | 5                                       |
| Bürgerrechtsbewegung Solidarität                                                              | BüSo                 | Alexander Hartmann                   | –                     | 5                                       |
| Allianz Deutscher Demokraten                                                                  | AD-Demokraten        | Yüksel Özcelik                       | –                     | 10                                      |
| Bündnis C – Christen für Deutschland                                                          | Bündnis C            | Andrea Rehwald                       | –                     | 7                                       |
| Bündnis Grundeinkommen                                                                        | BGE                  | Gerhard Wagner                       | –                     | 7                                       |
| Die Violetten                                                                                 | DIE VIOLETTEN        | Jochem Kalmbacher                    | 2                     | 5                                       |
| Liberal-Konservative Reformer – Die Euro-Kritiker                                             | LKR                  | Stephanie Tsomakaeva                 | 1                     | 10                                      |
| Menschliche Welt                                                                              | MENSCHLICHE WELT     | Caffer Abzak                         | 1                     | 2                                       |
| Partei der Humanisten                                                                         | Die Humanisten       | Rutger Comes                         | –                     | 10                                      |
| Partei für Gesundheitsforschung                                                               | Gesundheitsforschung | Dennis Rudolph                       | –                     | 5                                       |
| Partei Mensch Umwelt Tierschutz                                                               | Tierschutzpartei     | Claudia Scharnagl                    | 1                     | 9                                       |
| V-Partei³                                                                                     | V-Partei³            | Alexandra Munir-Muuß                 | 1                     | 4                                       |
| Anarchistische Pogo-Partei Deutschlands                                                       | APPD                 | –                                    | 1                     | –                                       |
| Demokratie in Bewegung                                                                        | DiB                  | –                                    | 1                     | –                                       |
| Nichtparteigebundene Einwohner-Vertreter (Freie Wählergemeinschaft Langen)                    | NEV                  | –                                    | 1                     | –                                       |
| Ökologische Linke                                                                             | ÖkoLinX              | –                                    | 1                     | –                                       |
| Insgesamt                                                                                     |                      |                                      | 413                   | 691                                     |

### Wahlkampfthemen
Die dominierenden Wahlkampfthemen waren Bildung mit dem Fokus auf Lehrermangel, Unterrichtsausfall und marode Schulgebäude, der bezahlbare Wohnraum in Städten, die Luftreinhaltung und der Ausbau des ÖPNV, Umweltschutz, Gleichberechtigung und Integration.

### Koalitionsaussagen
CDU, SPD, Grüne und FDP wollten sich vor der Wahl jeweils auf keine bevorzugte Koalition eindeutig festlegen. Die Diskussionen über mögliche Koalitionen wurden von den Umfrageergebnissen, in denen neben der bisherigen schwarz-grünen Landesregierung auch eine Große Koalition teilweise keine Mehrheit mehr erhielt und somit ausschließlich Dreier-Bündnisse möglich waren, beeinflusst. Der SPD-Spitzenkandidat Thorsten Schäfer-Gümbel wollte nicht beantworten, ob die SPD Tarek Al-Wazir nach einem Wahlsieg der Grünen zum Ministerpräsidenten wählen würde, während der FDP-Spitzenkandidat René Rock es für „sehr schwer vorstellbar“ hielt, in eine Regierung unter Führung der Grünen einzutreten.
Der hessische Ministerpräsident Bouffier schloss für die CDU sowohl eine Koalition mit der Linken als auch mit der AfD aus. René Rock erklärte, dass die FDP mit AfD und Linken ebenfalls nicht koalieren wird. Koalitionen mit der AfD schlossen auch alle anderen im Landtag vertretenen Parteien aus. Die SPD blieb prinzipiell offen für eine Koalition mit der Linken. Der Grünen-Spitzenkandidat Tarek Al-Wazir verwies darauf, dass „Ausschließeritis“ nach der Landtagswahl 2008 zu Neuwahlen führte und deshalb Sondierungen mit allen Parteien außer der AfD für die Grünen nicht ausgeschlossen sind.

## Ergebnis

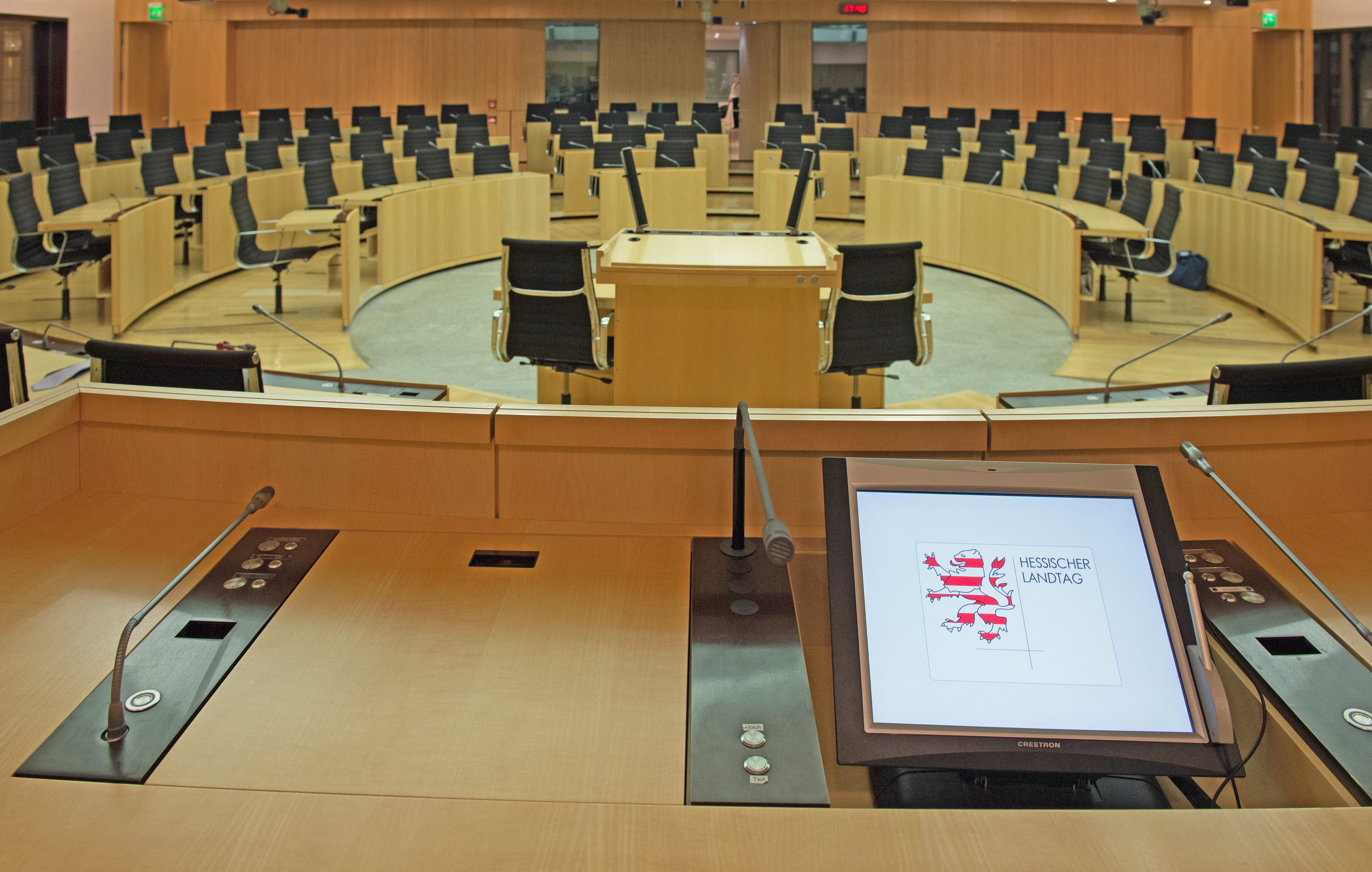
Hessischer Landtag, Plenarsaal

Das endgültige Ergebnis wurde am 16. November 2018 festgestellt.
Die CDU wurde mit 27 Prozent stärkste Kraft. Dahinter folgten Grüne und SPD jeweils mit einem Ergebnis von 19,8 Prozent. Laut dem endgültigen Endergebnis sind die Grünen mit 66 Stimmen Vorsprung zweitstärkste Kraft.
Die schwarz-grüne Landesregierung verfügt rechnerisch über eine Mehrheit von einem Sitz. Eine Große Koalition oder eine Ampel-Koalition erhielten ebenfalls theoretische Mehrheiten von einem Sitz. Die CDU erzielte mit 40 Direktmandaten 8 Überhangmandate, die übrigen Parteien insgesamt 19 Ausgleichsmandate (Grüne 6, SPD 6, AfD 3, FDP 2, Die Linke 2). Der Landtag vergrößerte sich auf 137 Sitze. Auf Basis der regulären Landtagsgröße von 110 Sitzen hätten weder die CDU/Grüne-Koalition noch eine theoretische CDU/SPD- oder Grüne/SPD/FDP-Koalition eine rechnerische Mehrheit erhalten.
Wahlanalysen zeigten, dass CDU und SPD vor allem bei Menschen im Rentenalter erfolgreich waren. Beide Parteien sowie die Grünen waren bei Wählern ohne Migrationshintergrund erfolgreicher als bei solchen mit ausländischen Wurzeln; AfD, FDP und Die Linke hingegen erzielten bei Wählern mit Migrationshintergrund bessere Ergebnisse als bei solchen ohne. Ehemalige Unions- und SPD-Wähler verstanden die Wahl als Gelegenheit, diese Parteien aus bundespolitischen Gründen abzustrafen; frühere CDU-Anhänger waren davon mehr betroffen als einstige SPD-Anhänger, die vor allem zu den Grünen abwanderten.
|                   | Christlich Demokratische Union Deutschlands                | CDU                  | 843.068   | 29,3      | −13,4     | 776.910   | 27,0      | −11,3     | 40        | —         | 40        | −7        |           |           |
|                   | Bündnis 90/Die Grünen                                      | Grüne                | 517.904   | 18,0      | +8,7      | 570.512   | 19,8      | +8,7      | 5         | 24        | 29        | +15       |           |           |
|                   | Sozialdemokratische Partei Deutschlands                    | SPD                  | 670.637   | 23,3      | −11,8     | 570.446   | 19,8      | −10,9     | 10        | 19        | 29        | −8        |           |           |
|                   | Alternative für Deutschland                                | AfD                  | 362.210   | 12,6      | +11,2     | 378.692   | 13,1      | +9,0      | —         | 19        | 19        | +19       |           |           |
|                   | Freie Demokratische Partei                                 | FDP                  | 205.384   | 7,1       | +4,1      | 215.946   | 7,5       | +2,5      | —         | 11        | 11        | +5        |           |           |
|                   | Die Linke                                                  | Linke                | 164.535   | 5,7       | +0,5      | 181.332   | 6,3       | +1,1      | —         | 9         | 9         | +3        |           |           |
|                   | Freie Wähler                                               | FREIE WÄHLER         | 88.122    | 3,1       | +2,0      | 85.465    | 3,0       | +1,8      | —         | —         | —         | —         |           |           |
|                   | Partei Mensch Umwelt Tierschutz                            | Tierschutzpartei     | 471       | 0,0       | neu       | 28.095    | 1,0       | neu       | —         | —         | —         | —         |           |           |
|                   | Die PARTEI                                                 | PARTEI               | 12.007    | 0,4       | +0,3      | 18.334    | 0,6       | +0,1      | —         | —         | —         | —         |           |           |
|                   | Piratenpartei Deutschland                                  | Piraten              | 3.818     | 0,1       | −1,9      | 11.617    | 0,4       | −1,5      | —         | —         | —         | —         |           |           |
|                   | Ökologisch-Demokratische Partei                            | ÖDP                  | 3.232     | 0,1       | neu       | 7.539     | 0,3       | +0,2      | —         | —         | —         | —         |           |           |
|                   | Nationaldemokratische Partei Deutschlands                  | NPD                  | —         | —         | —         | 6.173     | 0,2       | −0,9      | —         | —         | —         | —         |           |           |
|                   | Graue Panther                                              | Graue Panther        | —         | —         | —         | 4.870     | 0,2       | neu       | —         | —         | —         | —         |           |           |
|                   | Bündnis C – Christen für Deutschland                       | Bündnis C            | —         | —         | —         | 3.789     | 0,1       | neu       | —         | —         | —         | —         |           |           |
|                   | Partei für Gesundheitsforschung                            | Gesundheitsforschung | —         | —         | —         | 3.572     | 0,1       | neu       | —         | —         | —         | —         |           |           |
|                   | V-Partei³ – Partei für Veränderung, Vegetarier und Veganer | V-Partei³            | 145       | 0,0       | neu       | 3.553     | 0,1       | neu       | —         | —         | —         | —         |           |           |
|                   | Bündnis Grundeinkommen                                     | BGE                  | —         | —         | —         | 3.031     | 0,1       | neu       | —         | —         | —         | —         |           |           |
|                   | Allianz Deutscher Demokraten                               | AD-Demokraten        | —         | —         | —         | 2.971     | 0,1       | neu       | —         | —         | —         | —         |           |           |
|                   | Partei der Humanisten                                      | Die Humanisten       | —         | —         | —         | 2.646     | 0,1       | neu       | —         | —         | —         | —         |           |           |
|                   | Die Violetten                                              | DIE VIOLETTEN        | 373       | 0,0       | neu       | 2.403     | 0,1       | neu       | —         | —         | —         | —         |           |           |
|                   | Menschliche Welt                                           | MENSCHLICHE WELT     | 74        | 0,0       | neu       | 1.600     | 0,1       | neu       | —         | —         | —         | —         |           |           |
|                   | Liberal-Konservative Reformer                              | LKR                  | 139       | 0,0       | neu       | 1.340     | 0,0       | neu       | —         | —         | —         | —         |           |           |
|                   | Bürgerrechtsbewegung Solidarität                           | BüSo                 | —         | —         | —         | 425       | 0,0       | ±0,0      | —         | —         | —         | —         |           |           |
|                   | Demokratie in Bewegung                                     | DiB                  | 168       | 0,0       | neu       | —         | —         | —         | —         | —         | —         | —         |           |           |
|                   | Nichtparteigebundene Einwohner                             | NEV                  | 643       | 0,0       | neu       | —         | —         | —         | —         | —         | —         | —         |           |           |
|                   | Anarchistische Pogo-Partei Deutschlands                    | APPD                 | 94        | 0,0       | ±0,0      | —         | —         | —         | —         | —         | —         | —         |           |           |
|                   | Ökologische Linke                                          | ÖkoLinX              | 46        | 0,0       | ±0,0      | —         | —         | —         | —         | —         | —         | —         |           |           |
| Gesamt            | Gesamt                                                     | Gesamt               | 2.873.070 | 100,0     | ±0        | 2.881.261 | 100,0     | ±0        | 55        | 82        | 137       | +27       |           |           |
|                   |                                                            |                      |           |           |           |           |           |           |           |           |           |           |           |           |
| Gültige Stimmen   | Gültige Stimmen                                            | Gültige Stimmen      | 2.873.070 | 97,6      | +0,8      | 2.881.261 | 97,9      | +0,6      | —         | —         | —         | —         |           |           |
| Ungültige Stimmen | Ungültige Stimmen                                          | Ungültige Stimmen    | 69 776    | 2,4       | −0,8      | 61 585    | 2,1       | −0,6      | —         | —         | —         | —         |           |           |
| Wahlbeteiligung   | Wahlbeteiligung                                            | Wahlbeteiligung      | 2 942 846 | 67,3      | −5,9      | 2 942 846 | 67,3      | −5,9      | —         | —         | —         | —         |           |           |
| Wahlberechtigte   | Wahlberechtigte                                            | Wahlberechtigte      | 4.372.788 | 4.372.788 | 4.372.788 | 4.372.788 | 4.372.788 | 4.372.788 | 4.372.788 | 4.372.788 | 4.372.788 | 4.372.788 | 4.372.788 | 4.372.788 |

### Wahlkreiskarten der Landesstimmenanteile

Vorläufiges Ergebnis der CDU (Anteil Landesstimmen)
Vorläufiges Ergebnis der Grünen (Anteil Landesstimmen)
Vorläufiges Ergebnis der SPD (Anteil Landesstimmen)
Vorläufiges Ergebnis der AfD (Anteil Landesstimmen)
Vorläufiges Ergebnis der FDP (Anteil Landesstimmen)
Vorläufiges Ergebnis der Linken (Anteil Landesstimmen)

### Karte der Direktmandate

CDU (40): schwarz, SPD (10): rot, Grüne (5): grün (je heller desto geringer der Vorsprung)
Andere Darstellung mit Wahlkreisnummerierung

## Nach der Wahl
Sowohl die CDU als auch die SPD erklären die massiven Verluste in Hessen mit der Unzufriedenheit der Bürger mit der Arbeit der Bundesregierung. Es sei ein „Denkzettel für die GroKo“. Die SPD-Parteivorsitzende Andrea Nahles hat nach der hessischen Landtagswahl die Große Koalition im Bund scharf kritisiert. „Der Zustand der Regierung ist nicht akzeptabel“, sagte sie in Berlin. Schwarz-Rot müsse nun einen „verbindlichen Fahrplan“ für die kommenden Monate vorlegen – falls dessen Umsetzung bis zur „Halbzeitbilanz“ der Bundesregierung nicht gelinge, müsse die SPD überlegen, ob sie in der Großen Koalition noch „richtig aufgehoben“ sei. Auch die stellvertretende SPD-Bundesvorsitzende Malu Dreyer hat nach den schweren Verlusten der SPD in Hessen Veränderungen in ihrer Partei gefordert. Es sei deutlich geworden, dass die meisten Wähler nicht den Eindruck hätten, dass die SPD Zukunftsfragen beantworte.
Der Vorsitzende der Mittelstands- und Wirtschaftsvereinigung (MIT) der CDU/CSU, Carsten Linnemann, forderte nach den hohen Verlusten der CDU von der Bundesparteivorsitzenden und Bundeskanzlerin Angela Merkel Konsequenzen: „Wer hier in Berlin dieses Ergebnis schönreden will, hat die Zeichen der Zeit nicht erkannt […] Unsere massiven Stimmenverluste lassen befürchten, dass wir weiterhin dabei sind, unseren Status als Volkspartei zu verlieren.“ Merkel gab am Tag nach der Wahl bekannt, beim Bundesparteitag im Dezember 2018 nicht mehr für den Bundesparteivorsitz kandidieren zu wollen.
Bedingt durch die Verknüpfung mit dem politischen Schicksal Angela Merkels erfuhr die Landtagswahl auch im Ausland Beachtung. Die New York Times beschrieb das Wahlergebnis als einen Verlust der politischen Mitte zu Gunsten von „Linksaußen-“ und „Rechtsaußen-Parteien“. Es habe zu Bundeskanzlerin Merkels „überraschender Ankündigung“ geführt, welche in politischer Instabilität und einer schwierigen Übergangsphase resultiere, was sich negativ auf die wirtschaftlichen Aussichten der Eurozone auswirken könne.

### Sondierungsgespräche über Schwarz-Grün, Große Koalition und Ampel-Koalition
| Koalitionsoption                 | Sitze |
| -------------------------------- | ----- |
| Sitze gesamt                     | 137   |
| Absolute Mehrheit (ab 69 Sitzen) |       |
| CDU, Grüne, FDP                  | 80    |
| CDU, Grüne                       | 69    |
| CDU, SPD                         | 69    |
| Grüne, SPD, FDP                  | 69    |

Direkt nach der Landtagswahl vereinbarten die bisherigen Koalitionspartner Sondierungsgespräche über eine Fortsetzung der schwarz-grünen Koalition. Obwohl die CDU auch die FDP zu Gesprächen eingeladen hatte, schloss der FDP-Spitzenkandidat René Rock die Bildung einer Jamaika-Koalition aus, weil die Christdemokraten und die Grünen alleine über eine knappe Mehrheit verfügten. Gespräche über eine schwarz-rote Koalition zwischen CDU und SPD wurden in der Woche nach der Wahl ebenfalls geführt.
Eine Ampel-Koalition wurde von der FDP Hessen zunächst mit der Begründung, dass man Tarek Al-Wazir nicht zum Ministerpräsidenten wählen wolle, ausgeschlossen. Nachdem bei der Nachkontrolle des vorläufigen amtlichen Endergebnisses in Frankfurt am Main die Möglichkeit nicht mehr ausgeschlossen werden konnte, dass die SPD knapp vor den Grünen läge, kam es zu einem ersten Treffen zwischen SPD und FDP. Als es am Tag vor der Bekanntgabe des endgültigen Ergebnisses zu einem ersten gemeinsamen Sondierungsgespräch mit Grünen, SPD und FDP kam, erklärte der FDP-Landesvorsitzende Stefan Ruppert, dass die SPD nach seinen Informationen knapp stärker als die Grünen werden würde. Thorsten Schäfer-Gümbel erklärte am Abend nach dem Sondierungsgespräch, dass es aus seiner Sicht kein Thema geben würde, bei dem keine Einigung zwischen den drei Parteien möglich wäre.
Das am 16. November bekanntgegebene amtliche Endergebnis ergab einen Vorsprung der Grünen von 66 Wählerstimmen vor der SPD. Da demnach Al-Wazir in einer Ampel-Koalition das Amt des Ministerpräsidenten beanspruchen könnte, erklärte der SPD-Spitzenkandidat Thorsten Schäfer-Gümbel, dass die SPD unter diesen Voraussetzungen keine Regierungsbeteiligung anstrebt und die Oppositionsführung im Landtag übernehmen will.

### Schwarz-grüne Koalitionsverhandlungen
Nachdem die FDP und die SPD keine Fortführung von alternativen Sondierungsgesprächen befürworteten, entschied sich der CDU-Landesvorstand am 16. November 2018 einstimmig dafür, den Grünen die Aufnahme von Koalitionsverhandlungen anzubieten. Am folgenden Tag beschloss der Landesvorstand der Grünen ebenfalls einstimmig, das Angebot der Christdemokraten anzunehmen. Die Parteien trafen sich am 19. November 2018 zur ersten Verhandlungsrunde und setzten sich das Ziel, vor Weihnachten einen Koalitionsvertrag zu vereinbaren. In der Nacht vom 18. auf den 19. Dezember 2018 schlossen die Koalitionspartner ihre letzte Verhandlungsrunde erfolgreich ab.

Nachdem die Gremien beider Parteien die Ergebnisse gebilligt hatten, wurde am 23. Dezember 2018 der Koalitionsvertrag unterzeichnet. Er trägt den Titel Aufbruch im Wandel durch Haltung, Orientierung und Zusammenhalt und beinhaltet unter anderem:
- Eine Aufstockung der Polizei um 1000 Stellen, hauptsächlich im Vollzugsdienst.
- Strengere Regeln für Asylbewerber, sofern sie mit dem Gesetz in Konflikt geraten sind.
- Den weiteren Ausbau von Ganztagsschulen.
- Die Aufstockung der Fördersummen für den sozialen Wohnungsbau um eine halbe Milliarde Euro.
- Mehr Stellen für Professoren an hessischen Hochschulen.

An die CDU fallen, neben den Posten des Ministerpräsidenten und des Chefs der Staatskanzlei, sechs Ministerien, an die Grünen vier. Die konstituierende Sitzung mit der Wahl einer neuen Landesregierung fand am 18. Januar 2019 statt.

## Auszählung und Weitergabe der Wahlergebnisse
Nachdem die Wahlbezirke die Schnellmeldungen an die Wahlämter der Städte und Gemeinden gemeldet hatten, reichten diese Ämter die Ergebnisse über die Wahlkreisleitung an das vom Hessischen Statistischen Landesamt (HSL) betriebene Portal WahlWeb weiter. Dazu mussten die Mitarbeiter der Gemeinden alle Ergebnisse einzeln eingeben. Eine direkte Weitergabe in elektronischer Form (XML-Datei), die bei früheren Wahlen möglich war, wurde laut HSL wegen Sicherheitsvorgaben des Bundesamts für Sicherheit in der Informationstechnik (BSI) nicht angeboten. Im Anschluss konnten die Gemeinden die Daten vom HSL zurück in ihre Wahlprogramme importieren. EDV-Probleme beim HSL verlangsamten für hunderte Gemeinden zwischen ca. 19.30 und 21.00 Uhr die Eingabe ihrer Daten in das WahlWeb, was die Ermittlung der Wahlergebnisse auf Landesebene um Stunden verzögerte. Das vorläufige amtliche Wahlergebnis für Hessen stand am 29. Oktober 2018 um 01.51 Uhr fest. Im Zusammenhang mit der Technik des HSL stand möglicherweise auch, dass in verschiedenen Frankfurter Wahlbezirken falsche Ergebnisse im WahlWeb auftauchten.

### Fehler im vorläufigen Ergebnis
In vielen Frankfurter Wahlbezirken gab es Pannen wie das Vertauschen von Ergebnissen, Zahlendreher oder sogar Stapel von Stimmen, die bei der Ermittlung des vorläufigen Ergebnisses überhaupt nicht ausgezählt wurden. In einigen Bezirken wurden die Ergebnisse am Wahlabend nur geschätzt und erst bei der Ermittlung des endgültigen Wahlergebnisses genau ausgezählt. Möglicherweise lagen die Probleme an einer Nicht-Verfügbarkeit der IT-Systeme. Zwischenzeitlich schien es möglich, dass das amtliche Endergebnis landesweit mehr Zweitstimmen für die SPD als für die Grünen ausweisen könnte. Letztlich zeigte das amtliche Endergebnis, dass die Grünen bei den Zweitstimmen landesweit vor der SPD lagen, mit einem knappen Vorsprung von 66 Stimmen.

### Abweichungen des endgültigen Ergebnisses im Vergleich zu 2013
|           | Landesstimmen 2018 | Landesstimmen 2018 | Landesstimmen 2018 | Landesstimmen 2013 | Landesstimmen 2013 | Landesstimmen 2013 |
| vorläufig | endgültig          | Abweichung         | vorläufig          | endgültig          | Abweichung         |                    |
| --------- | ------------------ | ------------------ | ------------------ | ------------------ | ------------------ | ------------------ |
| CDU       | 776.254            | 776.910            | +656               | 1.198.889          | 1.199.633          | +744               |
| GRÜNE     | 570.260            | 570.512            | +252               | 348.371            | 348.661            | +290               |
| SPD       | 570.166            | 570.446            | +280               | 961.311            | 961.896            | +585               |
| AfD       | 378.376            | 378.692            | +316               | 126.419            | 126.906            | +487               |
| FDP       | 215.642            | 215.946            | +304               | 157.354            | 157.451            | +97                |
| DIE LINKE | 181.263            | 181.332            | +69                | 161.389            | 161.488            | +99                |

Obwohl die Abweichungen zwischen dem endgültigen und dem vorläufigen Ergebnis der Landtagswahl von den Medien wegen des engen Rennens zwischen Grünen und SPD als ungewöhnlich wahrgenommen wurden, war das vorläufige Ergebnis 2018 im Vergleich zur Landtagswahl 2013 insgesamt genauer. Genauso wie bei vorigen Wahlen erhöhte sich die Anzahl der Stimmen von allen vertretenen Parteien des Landtags insbesondere, weil zunächst ungültig gewertete Stimmen bei der exakten Auszählung als gültig gewertet wurden.

#### Verlauf

Sonntagsfragen zur Hessischen Landtagswahl der Institute Infratest Dimap (D), Forsa (F), Forschungsgruppe Wahlen (G), INSA (I) und Allensbach (A) sowie Ergebnis der Landtagswahl 2013.

## Umfragen

### Sonntagsfrage

#### Letzte Umfragen vor der Wahl
| Institut                | Datum      | CDU    | SPD    | Grüne  | Linke | FDP   | AfD   | Übrige |
| ----------------------- | ---------- | ------ | ------ | ------ | ----- | ----- | ----- | ------ |
| Forschungsgruppe Wahlen | 25.10.2018 | 28 %   | 20 %   | 20 %   | 8 %   | 8 %   | 12 %  | 4 %    |
| INSA                    | 23.10.2018 | 26 %   | 21 %   | 21 %   | 8 %   | 7 %   | 13 %  | 4 %    |
| Infratest dimap         | 18.10.2018 | 26 %   | 21 %   | 20 %   | 8 %   | 9 %   | 12 %  | 4 %    |
| Forschungsgruppe Wahlen | 18.10.2018 | 26 %   | 20 %   | 22 %   | 8 %   | 8 %   | 12 %  | 4 %    |
| Forschungsgruppe Wahlen | 03.10.2018 | 29 %   | 23 %   | 18 %   | 8 %   | 6 %   | 13 %  | 3 %    |
| Infratest dimap         | 24.09.2018 | 28 %   | 23 %   | 17 %   | 8 %   | 7 %   | 14 %  | 3 %    |
| Forschungsgruppe Wahlen | 21.09.2018 | 32 %   | 25 %   | 15 %   | 8 %   | 6 %   | 11 %  | 3 %    |
| INSA                    | 07.09.2018 | 29 %   | 24 %   | 14 %   | 8 %   | 7 %   | 14 %  | 4 %    |
| Landtagswahl 2013       | 22.09.2013 | 38,3 % | 30,7 % | 11,1 % | 5,2 % | 5,0 % | 4,1 % | 5,6 %  |

#### Ältere Umfragen
| Institut                | Datum      | CDU    | SPD    | Grüne  | Linke | FDP   | AfD   | Sonst. |
| ----------------------- | ---------- | ------ | ------ | ------ | ----- | ----- | ----- | ------ |
| Infratest dimap         | 21.06.2018 | 31 %   | 22 %   | 14 %   | 7 %   | 7 %   | 15 %  | 4 %    |
| Forschungsgruppe Wahlen | 12.06.2018 | 31 %   | 25 %   | 13 %   | 8 %   | 8 %   | 11 %  | 4 %    |
| INSA                    | 17.05.2018 | 33 %   | 24 %   | 13 %   | 8 %   | 7 %   | 11 %  | 4 %    |
| Forschungsgruppe Wahlen | 22.03.2018 | 31 %   | 26 %   | 13 %   | 8 %   | 7 %   | 10 %  | 5 %    |
| Allensbach              | 02.03.2018 | 31 %   | 26 %   | 12 %   | 7 %   | 9 %   | 11 %  | 4 %    |
| Forsa                   | 25.02.2018 | 33 %   | 23 %   | 14 %   | 7 %   | 8 %   | 10 %  | 5 %    |
| Infratest dimap         | 19.01.2018 | 31 %   | 25 %   | 13 %   | 8 %   | 8 %   | 12 %  | 3 %    |
| Infratest dimap         | 12.01.2017 | 32 %   | 24 %   | 14 %   | 8 %   | 6 %   | 14 %  | 2 %    |
| Infratest dimap         | 24.08.2016 | 36 %   | 27 %   | 13 %   | 6 %   | 4 %   | 9 %   | 5 %    |
| Forsa                   | 18.04.2016 | 33 %   | 27 %   | 11 %   | 6 %   | 7 %   | 10 %  | 6 %    |
| Infratest dimap         | 20.01.2016 | 34 %   | 26 %   | 11 %   | 8 %   | 5 %   | 12 %  | 4 %    |
| Forsa                   | 02.09.2015 | 38 %   | 28 %   | 13 %   | 5 %   | 5 %   | 4 %   | 7 %    |
| dimap                   | 20.07.2015 | 41 %   | 27 %   | 14 %   | 6 %   | 6 %   | 2 %   | 4 %    |
| dimap                   | 16.12.2014 | 38 %   | 27 %   | 16 %   | 7 %   | 2 %   | 5 %   | 5 %    |
| Forsa                   | 14.03.2014 | 39 %   | 27 %   | 12 %   | 7 %   | 5 %   | 5 %   | 5 %    |
| Landtagswahl 2013       | 22.09.2013 | 38,3 % | 30,7 % | 11,1 % | 5,2 % | 5,0 % | 4,1 % | 5,6 %  |

### Potential-Analyse
| Institut | Datum      | Wahlchance              | CDU  | SPD  | Grüne | Linke | FDP  | AfD  |
| -------- | ---------- | ----------------------- | ---- | ---- | ----- | ----- | ---- | ---- |
| INSA     | 23.10.2018 | „sicher“                | 20 % | 16 % | 16 %  | 7 %   | 5 %  | 10 % |
| INSA     | 23.10.2018 | „sicher und vielleicht“ | 38 % | 40 % | 48 %  | 23 %  | 22 % | 15 % |
| INSA     | 23.10.2018 | „grundsätzlich nicht“   | 25 % | 19 % | 17 %  | 29 %  | 20 % | 70 % |

#### Hypothetische Direktwahl Ministerpräsident
| Institut                | Datum      | Volker Bouffier (CDU) | Thorsten Schäfer-Gümbel (SPD) | keinen davon/weiß nicht |
| ----------------------- | ---------- | --------------------- | ----------------------------- | ----------------------- |
| Forschungsgruppe Wahlen | 25.10.2018 | 43 %                  | 34 %                          | 23 %                    |
| Forschungsgruppe Wahlen | 18.10.2018 | 46 %                  | 32 %                          | 22 %                    |
| Forschungsgruppe Wahlen | 03.10.2018 | 42 %                  | 35 %                          | 16 %                    |
| Infratest dimap         | 24.09.2018 | 43 %                  | 39 %                          | 9 %                     |
| Forschungsgruppe Wahlen | 21.09.2018 | 43 %                  | 37 %                          | 20 %                    |
| Infratest dimap         | 21.06.2018 | 45 %                  | 36 %                          | 10 %                    |
| Forschungsgruppe Wahlen | 23.03.2018 | 45 %                  | 34 %                          | 21 %                    |
| Infratest dimap         | 19.01.2018 | 45 %                  | 40 %                          | 9 %                     |
| Infratest dimap         | 12.01.2017 | 48 %                  | 35 %                          | 9 %                     |
| Infratest dimap         | 24.08.2016 | 45 %                  | 27 %                          | —                       |
| Infratest dimap         | 20.01.2016 | 46 %                  | 35 %                          | —                       |